# Pleuroxia italowiana
Pleuroxia italowiana é uma espécie de gastrópode  da família Camaenidae.
É endémica da Austrália.